# Ulrich Schwarz (Historiker)
Ulrich Schwarz (* 1944) ist ein deutscher Historiker und Archivar.

Sein Großvater war der Unternehmer Arthur Schwarz, der 1894 die Neue Photographische Gesellschaft begründete. Ulrich Schwarz verbrachte Kindheit und Jugend in Bayern. Er studierte Geschichte und Germanistik an den Universitäten München, Poitiers und Göttingen. Im Jahr 1973 wurde er in Göttingen bei Hartmut Hoffmann promoviert. Danach arbeitete er als wissenschaftlicher Assistent an der TU Braunschweig. Seit 1980 war er am Staatsarchiv Wolfenbüttel tätig. Von 1989 bis 1993 war er an das Deutsche Historische Institut Rom abgeordnet und arbeitete dort für das Repertorium Germanicum. Danach war er Archivdirektor in Wolfenbüttel.
Seine Forschungsschwerpunkte sind die spätmittelalterliche Geschichte Süditaliens, die Landesgeschichte Niedersachsens und die Geschichte der römischen Kurie. In seiner quellenanalytischen Dissertation befasste er sich mit der Überlieferung Amalfis und gab damit erstmals umfassend Einblicke in die einheimische Historiographie. Er bearbeitete dazu auch die Urkundenregesten. Mit Lutz Fenske veröffentlichte er 1990 einen umfangreichen Band zum Lehnsverzeichnis des Grafen Heinrichs I. von Regenstein 1212/1227, der sich eingehend mit der Entwicklung gräflicher Herrschaft, Lehen und niederem Adel im Nordostharzgebiet befasste. Er legte 1998 das Register der welfischen Herzöge Bernhard und Heinrich für das Land Braunschweig vor. Damit wird der „Quellentypus des landesherrlichen Registers an einem Beispiel aus dem norddeutschen Raum“ veranschaulicht. Mit seiner Arbeit leistete Schwarz „einen Beitrag zur Erforschung des landesherrlichen Kanzleiwesens“.
Zusammen mit Hans-Ulrich Ludewig, Klaus Erich Pollmann und Dieter Lent gehörte Schwarz zum Beirat der von Horst-Rüdiger Jarck und Gerhard Schildt im Jahre 2000 herausgegebenen Braunschweigischen Landesgeschichte, in der er ein Kapitel zur Entstehung des Landes Braunschweig im späten Mittelalter (1252–1495) verfasste.

## Schriften (Auswahl)
Monographien
- Amalfi im frühen Mittelalter (9.–11. Jahrhundert). Untersuchungen zur Amalfitaner Überlieferung (= Bibliothek des Deutschen Historischen Instituts in Rom. Band 49). Niemeyer, Tübingen 1978, ISBN 3-484-80081-X; italienisch: Amalfi nell’alto medioevo. Traduzione di Giovanni Vitolo (= Quaderni del Centro di Cultura e Storia Amalfitana. Band 1), Salerno u. a. 1980 (2. Aufl. 1985, 3. Aufl. 2002), ISBN 88-88283-07-2.
- Die Kanoniker von St. Blasius in Braunschweig. Weltgeistliche, das Burgstift und die welfischen Landesherren (1388–1412) (= Veröffentlichungen der Historischen Kommission für Niedersachsen und Bremen. Band 319), Wallstein-Verlag, Göttingen 2024, ISBN 978-3-8353-5463-0.

Herausgeberschaften
- (Mit-Bearb.): Repertorium Germanicum. Band 10: Verzeichnis der in den Registern und Kameralakten Sixtus’ IV. vorkommenden Personen, Kirchen und Orte des Deutschen Reiches, seiner Diözesen und Territorien. 3 Bände, De Gruyter, Berlin/Boston 2018, ISBN 978-3-11-061964-5.
- (Hrsg.): Auf dem Weg zur herzoglichen Residenz. Wolfenbüttel im Mittelalter. Appelhans, Braunschweig 2003, ISBN 3-930292-86-6.
- (Bearb.): Das Register der welfischen Herzöge Bernhard und Heinrich für das Land Braunschweig. 1400–1409 (–1427) (= Veröffentlichungen der Historischen Kommission für Niedersachsen und Bremen. Band 37 = Quellen und Untersuchungen zur Geschichte Niedersachsens im Mittelalter. Band 25 = Quellen und Forschungen zur braunschweigischen Landesgeschichte. Band 34). Hahn, Hannover 1998, ISBN 3-7752-5906-6.
- mit Lutz Fenske: Das Lehnsverzeichnis Graf Heinrichs I. von Regenstein 1212–1227. Gräfliche Herrschaft, Lehen und niederer Adel am Nordostharz (= Veröffentlichungen des Max-Planck-Instituts für Geschichte. Band 94). Vandenhoeck & Ruprecht, Göttingen 1990, ISBN 3-525-35630-7.